# Sondermunitionslager Werl
Das Sondermunitionslager Werl befand sich nördlich von Werl. Es war von 1960 bis 1992 ein zentrales Nuklearwaffenlager der belgischen Armee.
Gelagert wurden folgende Gefechtsköpfe:
- 1960–1992: Panzerhaubitze 203 mm: Gefechtskopf W33 (0,5–40 kT)
- 1972–1992: Panzerhaubitze 203 mm: Gefechtskopf W79 (0,1–1,1 kT)
- 1978–1992: Kurzstreckenrakete Lance: Gefechtskopf W70 (0,75–100 kT)

Das Gelände gehört heute der Entsorgungswirtschaft Soest GmbH. Das Gelände wurde als Mülldeponie genutzt.